# Vallée de Hoku-ao
Hoku-ao Vallis
La vallée de Hoku-ao (désignation internationale : Hoku-ao Vallis) est une vallée située sur Vénus dans le quadrangle de Ganiki Planitia. Elle a été nommée en référence au nom hawaïen de la planète Vénus.